# Olympische Winterspiele 1968/Teilnehmer (Spanien)
| Gelbes Symbol für Goldmedaillen mit stilisierten Olympischen Ringen | Graues Symbol für Silbermedaillen mit stilisierten Olympischen Ringen | Braundes Symbol für Bronzemedaillen mit stilisierten Olympischen Ringen |
| ------------------------------------------------------------------- | --------------------------------------------------------------------- | ----------------------------------------------------------------------- |
| —                                                                   | —                                                                     | —                                                                       |

Spanien nahm an den Olympischen Winterspielen 1968 im französischen Grenoble mit 20 Athleten teil.
Seit 1936 war es die siebte Teilnahme Spaniens an Olympischen Winterspielen.

## Flaggenträger
Der Skifahrer Aurelio García Oliver trug die Flagge Spaniens während der Eröffnungsfeier.

## Teilnehmer nach Sportarten

### Bob
Herren:
- Néstor Alonso
Viererbob (Spanien I): 19. Platz – 2:24,32 min
- Eugenio Baturone
Zweierbob (Spanien I): 17. Platz – 4:51,54 min
Viererbob (Spanien II): 18. Platz – 2:23,18 min
- José Clot
Viererbob (Spanien II): 18. Platz – 2:23,18 min
- Maximiliano Jones
Zweierbob (Spanien I): 17. Platz – 4:51,54 min
Viererbob (Spanien II): 18. Platz – 2:23,18 min
- Antonio Marín
Viererbob (Spanien I): 19. Platz – 2:24,32 min
- José María Palomo
Zweierbob (Spanien II): 13. Platz – 4:51,16 min
- Víctor Palomo
Viererbob (Spanien II): 18. Platz – 2:23,18 min
- José Manuel Pérez
Zweierbob (Spanien II): 13. Platz – 4:51,16 min
Viererbob (Spanien I): 19. Platz – 2:24,32 min
- Guillermo Rosal
Viererbob (Spanien I): 19. Platz – 2:24,32 min

### Ski Alpin
Herren:
- Carlos Adsera
Slalom: 27. Platz
- Antonio Campaña
Riesenslalom: 44. Platz – 3:48,95 min
Abfahrt: 52. Platz – 2:11,11 min
- Luciano del Cacho
Abfahrt: 39. Platz – 2:08,85 min
- Francisco Fernández Ochoa
Slalom: 23. Platz
Riesenslalom: 38. Platz – 3:45,97 min
Abfahrt: 38. Platz – 2:08,67 min
- Aurelio García Oliver
Slalom: Nicht qualifiziert
Riesenslalom: 42. Platz – 3:48,18 min
Abfahrt: 32. Platz – 2:06,84 min
- Jorge Rodríguez
Riesenslalom: 59. Platz – 3:57,24 min
- Secundino Rodríguez
Slalom: Nicht qualifiziert

### Rennrodeln
Herren:
- Jesús Gatell
Einsitzer: 42. Platz – 3:11,78 min
- Jorge Monjo
Einsitzer: 43. Platz – 3:13,65 min
- Luis Omedes Calonja
Einsitzer: 45. Platz – 3:25,14 min
- Jorge Roura
Einsitzer: 44. Platz – 3:13,97 min